# Pettneu am Arlberg
Pettneu am Arlberg è un comune austriaco di 1 454 abitanti nel distretto di Landeck, in Tirolo. Dista 16,3 km dalla città di Landeck; la sua economia è sorretta principalmente dal turismo, sia invernale sia estivo, e dall'agricoltura.
Nel XIII secolo Pettneu venne menzionato come “Pudnew”, che molto probabilmente significa “ponte nuovo”. Da Pettneu am Arlberg nel 1938 venne scorporata la località di Kaisers, divenuta comune autonomo.